# Светлана Савицка
Светлана Јевгенијевна Савицка (рус. Светла́на Евге́ньевна Сави́цкая, рођена 8. августа 1948. године у Москви) је познати руски космонаут. Она је прва жена која је „шетала свемиром“ и тек друга жена која је била у свемиру и то 1982. године, док је прва била Валентина Терешкова.

## Биографија
Упоредо са студијама на факултету за Авио инжињерство била је и пилот, и то веома успешан. На авио митингу 1970. године била је Светски шампион са 23 брзинска рекорда и 3 рекорда у скакању падобраном. Обуку за космонаута похађала је 1980. године. Укупно је имала две мисије у свемиру. Прву је имала 19. августа 1982. године под називом Дњепар-3, а другу 17. јула 1984. године. Укупно је у свемиру провела 19 дана, 17 часова и 6 минута. Она је прва жена која је „шетала“ свемиром и то 25. јула 1984. године. Она је била изван летелице Сојуз Т-12 преко 3 сата заједно са колегом Владимиром Џанибековим.
Имала је у плану још две мисије 1985. и 1986. године, али је прва била отказана, а другу је пропустила због трудноће. Пензионисала се 1993. године када је имала чин мајора.

## Награде и признања
За заслуге добила је бројна признања и награде. Најзначајнија су:
- Херој Совјетског Савеза, два пута (1982. и 1984. године)
- Орден Лењина, два пута

Поред тога због њене шетње свемиром и у част целе експедиције из 1984. године, направљена је и поштанска маркица. Један астероид је по њој добио име и то 4118 Света.

## Остало
Светлана је ћерка Совјетског војног команданта Јевгенија Савицког, хероја из Другог светског рата. Удата је за Виктора Хатковског са којим има сина Константина, рођеног 1986. године.